# سوکرالوز
سوکرالوز (به انگلیسی: Sucralose) با فرمول شیمیایی C۱۲H۱۹Cl۳O۸ یک ترکیب شیمیایی با شناسه پاب‌کم ۷۱۴۸۵ است؛ که جرم مولی آن ۳۹۷٫۶۴ g/mol می‌باشد.
سوکرالوز(۱٬۴،6-Trichlorogalactosucrose) تنها شیرین‌کننده بدون کالری است که از شکر مشتق می‌شود و ۶۰۰ بار از شکر شیرین تر است. جایگزینی۳ مولکول کلر سبب می‌گردد که سوکرالوز همانند شکر قابل شکستن ومتابولیزه شدن نباشد. بنابراین بدون تغییر و به سرعت از بدن عبور کرده و ماده‌ای خنثی(inert) و ایمن (safe) در نظر گرفته می‌شود. (مدت زمان مطالعات ۲۰ سال می‌باشد).
سوکرالوز در سال ۱۹۷۶ توسط شرکت Tate & Lyle کشف شد و در سال ۱۹۹۸ توسط سازمان غذا ودارو ی آمریکا FDA تأیید شد و در حال حاضر در ۸۰ کشور شامل آمریکا، کانادا و استرالیا برای مواد غذایی جامد و نوشیدنی‌ها مورد استفاده می‌باشد.
این ماده به راحتی در آب حل شده و به علت پایداری مناسب به‌خوبی در پخت‌وپز قابل استفاده می‌باشد.
سازمانهایی که سوکرالوز توسط آن‌ها مورد تأیید قرار گرفته‌است:
۱- سازمان غذا ودارو ی آمریکا در سال ۱۹۹۸ (FDA)
2- JECFA(joint FAO&WHO expert committee on food additives) در سال ۱۹۹۹
۳-کمیته علمی غذای اروپا در سال 2000(SCF)
۴- سازمان ایمنی غذای اروپا(EFSA)

## ساختار سوکرالوز
سوکرالوز که با شماره E955 شناخته می شود، با کلرزنی ساکارز تولید می شود که توسط سه گروه هیدروکسیل ساکارز با اتم کلر جایگزین می شوند: ۱،۶-دیکلرو-۱،۶-دیودوکسی-Î²- D-فروکتوفورانوزیل-۴-کلرو-۴-دیوکسی- Î D -D-
فرمول ساختاری آن C12H19Cl3O8= است.
این ماده در گرما پایدار است و بر خلاف آسپارتام، در زیر حرارت و طیف وسیعی از شرایط pH پایدار است و می تواند در پخت یا در محصولاتی که به ماندگاری بیشتری نیاز دارند استفاده شود.

## فایده‌های سوکرالوز
ترکیب دو مورد طعم منحصربه فرد سوکرالوز که کاملاً شبیه شکر است و مقاومت عالی آن موجب برتری این شیرین‌کننده از سایر شیرین‌کننده‌ها شده‌است و جایگزین شکر در همه غذاها و نوشیدنی‌ها شامل غذاهای خانگی و دستورهای پخت است. سوکرالوز طعمی شبیه شکر دارد و کاملاً قابل درک است و طعم ناخوشایند ندارد.
شیرینی سوکرالوز در دهان باقی می‌ماند و هیچ طعم ناخوشایندی ایجاد نمی‌کند.
سوکرالوز در بدن انرژی تولید نمی‌کند چون مانند ساکاروز شکسته نمی‌شود و به سرعت از  بدن بدون تغییر عبور می‌کند.
سوکرالوز به‌طور وسیعی در بیش از ۱۰۰ تحقیق در مدت ۲۰ سال بررسی شد و یافت شد که کاملاً سالم و بی خطر است و تا کنون هیچ گزارش مستندی از عوارض نامطلوب همچون پوسیدگی دندان، افزایش قند در افراد دیابتیک، تغییرات ژنتیکی، سرطان، مشکلات ایمونولوژیک، اختلال در سیستم اعصاب مرکزی و محیطی و نیز نقص جنین از این ماده منتشر نشده‌است.
این شیرین‌کننده برای همه‌ی قشرهای جامعه قابل استفاده می‌باشد شامل زنان باردار، مادران شیرده و کودکان در کل سنین.
سوکرالوز برای افرادی که می‌خواهند میزان جذب کالری را کاهش دهند مفید است.
سوکرالوز به عنوان یک شیرین‌کننده در مکمل‌های غذایی، مواد دارویی، ویتامین‌ها و مکمل‌های معدنی و دارویی قابل استفاده می‌باشد.
از دیگر فواید سوکرالوز تخریب نکردن دندان است و دوست دندان‌؛ چون باکتری‌های دهان آن را به عنوان یک منبع غذایی نمی‌شناسد بنابراین موجب پوسیدگی دندان‌ نمی‌شود.

## بررسی‌های بالینی وسیع(clinical studies/trials)
مطالعات بالینی وسیع(clinical studies/trials) در ۲۰ سال گذشته (حداقل ۱۰۰ مورد) بر روی انسان ارائه دهنده نتایج مستدل و محکم در عدم تأثیر سوکرالوز بر متابولیسم کربوهیدارت، میزان قند خون و ترشح انسولین بر روی افراد سالم، افراد دیابتیک نوع ۱و۲ می‌باشد. در این مطالعات نشان داده که در هر ۳ گروه آزمایش فوق فاکتورهای مهم واساسی زیر:
1. Fpg (Fasting Plasma Glucose)
2. HbA₁c (هموگلوبین A₁c)
3. Fasting Serum C Peptide

بعد از مصرف سوکرالوز کاملاً بدون تغییر مانده‌است. (پیوست ۱ شامل حدود ۱۰ مقاله بالینی که از اینترنت گرفته شده‌است)

### مقایسه پروفایل حسی شکروسوکرالوز
به دلایل مزایای گوناگون از جمله شیرینی بسیار مطلوب و عدم وجود خاصیت unpleasant after taste، به‌طور وسیع در آمریکا، کانادا، استرالیا ومکزیک مصرف می‌گردد.

### متابولیسم
سوکرالوز هیچ تأثیری بر متابولیسم کربوهیدرات ندارد، همچنین میزان قند خون وترشح انسولین را در کوتاه وبلند مدت تحت تأثیر قرار نمی‌دهد در نتیجه شیرین‌کننده مناسب برای دیابتی‌ها محسوب می‌گردد

### دامنه مصرف
پایداری بسیار بالا در حالات محلول و در دماهای مختلف سبب می‌گردد که این شیرین‌کننده کم/بدون کالری به‌طور وسیع در صنایع غذایی ودارویی (کنسرو، سس، شربت، انواع نوشیدنی‌ها، کیک، دسر، بستنی، مکملها، ویتامین هاو…) مصرف گردد.
میزان جذب روزانه قابل قبول سوکر الوز(ADI):
حداکثر ۱۵ میلی‌گرم به ازاء یک کیلوگرم وزن بدن می‌باشد.(15 mg/kgbw)